# Тимонейролептический синдром
Тимонейролептический синдром — осложнение, возникающее при комбинированном применении нейролептиков группы фенотиазинов с трициклическими антидепрессантами (как правило, у больных позднего возраста). Было описано И. Я. Гуровичем в 1971 году, считается разновидностью психофармакологического делирия или рассматривается как отдельное осложнение.
Данный синдром развивается, как правило, у пациентов позднего возраста. Состояние при тимонейролептическом синдроме характеризуется экстрапирамидной симптоматикой и тяжёлыми вегетососудистыми нарушениями, спутанностью сознания с дезориентировкой в месте и времени, появлением тревоги, психомоторного возбуждения с суетливостью, отрывочными зрительными и слуховыми галлюцинациями.

## Клинические проявления
Начинается осложнение, как правило, со стадии экстрапирамидных расстройств (паркинсонизм, тремор, акатизия). Ко 2—3-му дню возникают соматические изменения. Появляются бледность кожных покровов, иногда также цианотичность слизистых оболочек; нарастающая слабость и выраженные явления вегетососудистой неустойчивости, колебания артериального давления в пределах 50—60 мм рт. ст. Иногда давление возрастает или падает вдвое по сравнению с первоначальным. Наблюдаются также тахикардия (до 110—120 ударов в минуту), у некоторых больных — покраснение кожи лица, обильная потливость, сухость слизистой оболочки рта, тяжёлые коллапсы с резким цианозом и почти полным отсутствием пульса, из которых пациентов с трудом удаётся вывести. Коллапсы развиваются даже в лежачем положении. Возникают нарушения глотания, длительная задержка мочи и стула, иногда рвота.
Вегетативная неустойчивость проявляется особой чувствительностью, появлением при минимальном физическом усилии или любом внешнем воздействии выраженной тахикардии, экстрасистолий, обильной потливости, коллапсов. В дальнейшем возникают растерянность и дезориентировка, к вечеру усиливающиеся, с кратковременными неразвёрнутыми делириозными эпизодами, тревожностью, суетливостью. Речь больных быстрая, иногда в виде бормотания; временами они плохо осмысляют обращённые к ним вопросы. Преобладает конфабуляторная спутанность; галлюцинации (зрительные и слуховые) эпизодичны.
У некоторых пациентов примешиваются элементы сенильной спутанности с оживлением жизненного опыта. При продолжении терапии тимонейролептический синдром иногда затягивается до месяца. Пациенты постоянно несколько оглушены, не всегда отвечают на вопрос, не узнаю́т врача, не знают, где находятся («в городе или деревне»). Периодически возникают состояния более выраженной спутанности, сопровождающиеся суетливым возбуждением. У всех пациентов вегетососудистая неустойчивость в сочетании с общей слабостью и наклонностью к коллапсам сохраняются от 1 до 1,5 мес.
Вегетососудистые и вегетативно-соматические расстройства при тимонейролептическом синдроме, в отличие от собственно психофармакологического делирия, значительно более тяжёлые, а делириозные явления — напротив, слабо выражены и носят эпизодический характер.
Существуют указания на смертельный исход при тимонейролептическом синдроме в одном наблюдении от развившегося нарушения мозгового кровообращения (Helmchen, 1961) и на возникновение коматозного состояния с благополучным исходом (Laskowska и др., 1963).

## Профилактика
Следует проявлять особую осторожность в отношении комбинированной терапии антидепрессантами и нейролептиками у пациентов позднего возраста. Необходимо также учитывать опасность быстрого снижения или увеличения дозировок, быстрого введения в схему дополнительных лекарственных средств и смены одного препарата другим.